# Ammazzali tutti e torna solo
Ammazzali tutti e torna solo è un film del 1968 diretto da Enzo G. Castellari.

## Trama
Durante la guerra di secessione americana, il capitano Lynch dell'esercito confederato fa liberare il mercenario Clyde per affidargli una missione pericolosa: recuperare un carico d'oro dalle mani dei nordisti dentro il territorio nemico; Clyde accetta e si porta dietro sei uomini per aiutarlo, a cui promette la spartizione dell'oro; tuttavia Lynch ha anche ordinato a Clyde di sbarazzarsi dei complici una volta finito.
Il gruppo riesce a infiltrarsi nel fortino nordista e sabota le sue difese, per poi iniziare una battaglia; alla fine, Clyde fugge via con l'oro mentre i complici stanno ancora sparando ai soldati; finita la battaglia i sei si mettono sulle tracce del capo, ma vengono catturati dai nordisti tutti e sette. Arrivati in un campo di prigionia, Clyde trova Lynch con l'uniforme nordista addosso; l'uomo ha ordito tutto il piano per prendere l'oro per sé, usando delle pedine sacrificabili; ma Clyde non ha portato l'oro con sé, lo ha lasciato indietro per non perderlo.
A questo punto Lynch progetta di convincere alcuni dei 7 uomini a passare dalla sua parte e portarlo all'oro; ma Clyde trova il modo di scappare, e segue Lynch al fortino. Qui si svolge la resa dei conti tra i complici cui partecipa anche Lynch, mente alcuni tentano di ritrovare le casse nascoste sul fondo di un fiume; solo che le casse sono piene di sassi. Alla fine sopravviverà rimarrà il solo Clyde, che deciderà di tenersi l'oro, nascosto in un punto diverso da quello indicato.

## Produzione
Il film venne girato in varie città della Spagna fra cui Almería e Colmenar Viejo.

## Distribuzione
Il film venne distribuito in varie nazioni fra cui:

### Data di uscita
- Italia: Ammazzali tutti e torna solo, 31 dicembre 1968
- Spagna: Mátalos y vuelve, 29 settembre 1969
- Danimarca: 6 ottobre 1969
- Stati Uniti: Go Kill Everybody and Come Back Alone, 1970
- Francia: Tuez-les tous... et revenez seul!, 15 luglio 1970

## Critica
Si notano molte assomiglianze nella trama con Quella sporca dozzina di cui viene definita una brutta copia, la prima parte del film risulta ben realizzata perdendosi poi nel finale con innumerevoli morti. Ma per gli amanti del genere e di Castellari, rimarrà sempre un colpo da maestro.